# Nikołaj Batałow
Nikołaj Batałow (ros. Николай Баталов, ur. 24 listopada?/6 grudnia 1899 w Moskwie, zm. 10 listopada 1937 w Moskwie) – rosyjski i radziecki aktor teatralny i filmowy. Zasłużony Artysta Rosyjskiej FSRR (1933).

## Życiorys
Urodził się w Moskwie. Początkowo kształcił się w szkole handlowej. W 1915 roku rozpoczął naukę w Szkole Sztuki Dramatycznej przy Moskiewskim Akademickim Teatrze Artystycznym (MChAT). W 1916 szkołę zlikwidowano i powołano w jej miejsce Drugie Studio MChAT, do którego został zaangażowany jako jeden z najlepszych studentów. Pracował tam do likwidacji placówki w 1924. Debiutował na ekranie w 1918 w epizodzie filmu Legenda o Antychryście w reż. Jurija Żelabużskiego. Prawdziwą karierę filmową rozpoczął od roli czerwonoarmisty Gusiewa w filmie Aelita na podstawie noweli Aleksego Tołstoja (1924) w reżyserii Jakowa Protazanowa, a następnie odniósł wielki sukces główną rolą Pawła Własowa w Matce według powieści Maksyma Gorkiego (1926) w reżyserii Wsiewołoda Pudowkina. Od 1933 był wykładowcą w Państwowym Instytucie Sztuki Teatralnej. Po raz ostatni wystąpił na scenie 18 lutego 1935. Następnie leczył się na Kaukazie oraz w Polsce (w Zakopanem) i we Włoszech. Zmarł w Moskwie, został pochowany na moskiewskim Cmentarzu Nowodziewiczym.
Był wujkiem aktora Aleksieja Batałowa.

## Wybrana filmografia
- 1918: Legenda o Antychryście (Девьи горы / Легенда об антихристе)
- 1924: Aelita (Аэлита)
- 1926: Matka (Мать)
- 1927: Miłość we troje (Третья Мещанская)
- 1931: Bezdomni (Путёвка в жизнь)
- 1932: Horyzont (Горизонт)
- 1935: Skarby zaginionego okrętu (Сокровище погибшего корабля)
- 1935: Trzej towarzysze (Три товарища)